# كرة القدم في الألعاب الأولمبية الصيفية 2016
| كرة القدم في الألعاب الأولمبية الصيفية 2016 |
| ------------------------------------------- |
| المسابقة                                    |
| رجال سيدات                                  |
| التشكيلات                                   |
| رجال سيدات                                  |

مسابقة كرة القدم في الألعاب الأولمبية الصيفية 2016هي بطولة كرة قدم الرجال والسيدات وتدخل ضمن مسابقات الألعاب الأولمبية الصيفية 2016 والتي أقيمت في البرازيل في الفترة ما بين 4 أغسطس إلى 20 أغسطس بالنسبة لمسابقة الرجال، وفي الفترة ما بين 3 أغسطس إلى 19 أغسطس بالنسبة لمسابقة السيدات. وهي النسخة ال27 من بطولة كرة القدم في الألعاب الأولمبية الصيفية. وستستضيف 6 مدن برازيلية منافسات البطولة وهي ساو باولو وريو دي جانيرو وماناوس وسالفادور وبيلو هوريزونتي والعاصمة برازيليا. أشهر تلك المدن هي مدينة ريو دي جانيرو والتي ستستضيف المباراة النهائية على ملعب ماراكانا.
دُعِيتْ الاتحادات المنتمية للاتحاد الدولي لكرة القدم للمشاركة بفرق الرجال تحت-23 سنة في التصفيات المؤهلة، وتأهل من خلالها 15 منتخباً للنهائيات إضافة للبلد المنظم. ولعبت البطولة بنظام 4 مجموعات بحيث تأهل صاحب المركز الأول والثاني لخوض الأدوار الإقصائية. إقتصرت المشاركة في منافسات الرجال على اللاعبين الأقل من 23 عاماً (ولد في أو بعد 1 يناير 1993) مع إمكانية إستدعاء 3 لاعبين بحد أقصى فوق السن المسموح به.
شهدت البطولة استخدام الوسائل التقنية لأول مرة في إدارة المنافسات مثل تقنية خط المرمى ونظام عين الصقر، التي قد استخدمت في بادئ الأمر في بطولات كأس العالم للأندية 2012 وكأس القارات 2013 وكأس العالم لكرة القدم 2014. وفي مارس من عام 2016 وافق مجلس الاتحاد الدولي لكرة القدم على السماح بإجراء تبديل فقط خلال الأشواط الإضافية.

## الجدول
| G | دور المجموعات | ¼ | دور ربع النهائي | ½ | دور نصف النهائي | B | مباراة تحديد المركز الثالث | F | النهائي |

| حدث↓/تاريخ | 03/08 | 04/08 | 05/08 | 06/08 | 07/08 | 08/08 | 09/08 | 10/08 | 11/08 | 12/08 | 13/08 | 14/08 | 15/08 | 16/08 | 17/08 | 18/08 | 19/08 | 19/08 | 20/08 | 20/08 |
| ---------- | ----- | ----- | ----- | ----- | ----- | ----- | ----- | ----- | ----- | ----- | ----- | ----- | ----- | ----- | ----- | ----- | ----- | ----- | ----- | ----- |
| رجال       |       | G     |       |       | G     |       |       | G     |       |       | ¼     |       |       |       | ½     |       |       |       | B     | F     |
| سيدات      | G     |       |       | G     |       |       | G     |       |       | ¼     |       |       |       | ½     |       |       | B     | F     |       |       |

## الأماكن
| ريو دي جانيرو، ولاية ريو                                | ريو دي جانيرو، ولاية ريو                                                                                              | برازيليا، القطاع الفدرالي                                                                                             | ساو باولو، ولاية ساو باولو                                                                                            |
| ------------------------------------------------------- | --- | --- | --- |
| ملعب ماراكانا                                           | ملعب جواو هافيلانج الأولمبي                                                                                           | ملعب برازيليا الوطني                                                                                                  | ملعب كورينثيانز الجديد                                                                                                |
| 15°47′0.6″S 47°53′56.99″W / 15.783500°S 47.8991639°W    | 23°32′43.91″S 46°28′24.14″W / 23.5455306°S 46.4733722°W                                                               | 22°53′35.42″S 43°17′32.17″W / 22.8931722°S 43.2922694°W                                                               | 22°54′43.8″S 43°13′48.59″W / 22.912167°S 43.2301639°W                                                                 |
| السعة: 74,738 تجديد خلال كأس العالم لكرة القدم 2014     | السعة: 60,000 تجديد خلال الألعاب الأولمبية الصيفية 2016                                                               | السعة: 69,349 تجديد خلال كأس العالم لكرة القدم 2014                                                                   | السعة: 48,234 ملعب جديد خلال كأس العالم لكرة القدم 2014                                                               |
|                                                         | | | |
| بيلو هوريزونتي، ولاية ميناس جرايس                       | بيلو هوريزونتي برازيليا ساو باولو ريو دي جانيرو سالفادور ماناوسكرة القدم في الألعاب الأولمبية الصيفية 2016 (البرازيل) | بيلو هوريزونتي برازيليا ساو باولو ريو دي جانيرو سالفادور ماناوسكرة القدم في الألعاب الأولمبية الصيفية 2016 (البرازيل) | بيلو هوريزونتي برازيليا ساو باولو ريو دي جانيرو سالفادور ماناوسكرة القدم في الألعاب الأولمبية الصيفية 2016 (البرازيل) |
| ملعب مينيراو                                            | بيلو هوريزونتي برازيليا ساو باولو ريو دي جانيرو سالفادور ماناوسكرة القدم في الألعاب الأولمبية الصيفية 2016 (البرازيل) | بيلو هوريزونتي برازيليا ساو باولو ريو دي جانيرو سالفادور ماناوسكرة القدم في الألعاب الأولمبية الصيفية 2016 (البرازيل) | بيلو هوريزونتي برازيليا ساو باولو ريو دي جانيرو سالفادور ماناوسكرة القدم في الألعاب الأولمبية الصيفية 2016 (البرازيل) |
| 19°51′57″S 43°58′15″W / 19.86583°S 43.97083°W           | بيلو هوريزونتي برازيليا ساو باولو ريو دي جانيرو سالفادور ماناوسكرة القدم في الألعاب الأولمبية الصيفية 2016 (البرازيل) | بيلو هوريزونتي برازيليا ساو باولو ريو دي جانيرو سالفادور ماناوسكرة القدم في الألعاب الأولمبية الصيفية 2016 (البرازيل) | بيلو هوريزونتي برازيليا ساو باولو ريو دي جانيرو سالفادور ماناوسكرة القدم في الألعاب الأولمبية الصيفية 2016 (البرازيل) |
| السعة: 58,170 تجديد خلال كأس العالم لكرة القدم 2014     | بيلو هوريزونتي برازيليا ساو باولو ريو دي جانيرو سالفادور ماناوسكرة القدم في الألعاب الأولمبية الصيفية 2016 (البرازيل) | بيلو هوريزونتي برازيليا ساو باولو ريو دي جانيرو سالفادور ماناوسكرة القدم في الألعاب الأولمبية الصيفية 2016 (البرازيل) | بيلو هوريزونتي برازيليا ساو باولو ريو دي جانيرو سالفادور ماناوسكرة القدم في الألعاب الأولمبية الصيفية 2016 (البرازيل) |
|                                                         | بيلو هوريزونتي برازيليا ساو باولو ريو دي جانيرو سالفادور ماناوسكرة القدم في الألعاب الأولمبية الصيفية 2016 (البرازيل) | بيلو هوريزونتي برازيليا ساو باولو ريو دي جانيرو سالفادور ماناوسكرة القدم في الألعاب الأولمبية الصيفية 2016 (البرازيل) | بيلو هوريزونتي برازيليا ساو باولو ريو دي جانيرو سالفادور ماناوسكرة القدم في الألعاب الأولمبية الصيفية 2016 (البرازيل) |
| سالفادور، ولاية باهيا                                   | بيلو هوريزونتي برازيليا ساو باولو ريو دي جانيرو سالفادور ماناوسكرة القدم في الألعاب الأولمبية الصيفية 2016 (البرازيل) | بيلو هوريزونتي برازيليا ساو باولو ريو دي جانيرو سالفادور ماناوسكرة القدم في الألعاب الأولمبية الصيفية 2016 (البرازيل) | بيلو هوريزونتي برازيليا ساو باولو ريو دي جانيرو سالفادور ماناوسكرة القدم في الألعاب الأولمبية الصيفية 2016 (البرازيل) |
| أرينا فونتي نوفا                                        | بيلو هوريزونتي برازيليا ساو باولو ريو دي جانيرو سالفادور ماناوسكرة القدم في الألعاب الأولمبية الصيفية 2016 (البرازيل) | بيلو هوريزونتي برازيليا ساو باولو ريو دي جانيرو سالفادور ماناوسكرة القدم في الألعاب الأولمبية الصيفية 2016 (البرازيل) | بيلو هوريزونتي برازيليا ساو باولو ريو دي جانيرو سالفادور ماناوسكرة القدم في الألعاب الأولمبية الصيفية 2016 (البرازيل) |
| 12°58′43″S 38°30′15″W / 12.97861°S 38.50417°W           | بيلو هوريزونتي برازيليا ساو باولو ريو دي جانيرو سالفادور ماناوسكرة القدم في الألعاب الأولمبية الصيفية 2016 (البرازيل) | بيلو هوريزونتي برازيليا ساو باولو ريو دي جانيرو سالفادور ماناوسكرة القدم في الألعاب الأولمبية الصيفية 2016 (البرازيل) | بيلو هوريزونتي برازيليا ساو باولو ريو دي جانيرو سالفادور ماناوسكرة القدم في الألعاب الأولمبية الصيفية 2016 (البرازيل) |
| السعة: 51,900 ملعب جديد خلال كأس العالم لكرة القدم 2014 | بيلو هوريزونتي برازيليا ساو باولو ريو دي جانيرو سالفادور ماناوسكرة القدم في الألعاب الأولمبية الصيفية 2016 (البرازيل) | بيلو هوريزونتي برازيليا ساو باولو ريو دي جانيرو سالفادور ماناوسكرة القدم في الألعاب الأولمبية الصيفية 2016 (البرازيل) | بيلو هوريزونتي برازيليا ساو باولو ريو دي جانيرو سالفادور ماناوسكرة القدم في الألعاب الأولمبية الصيفية 2016 (البرازيل) |
|                                                         | بيلو هوريزونتي برازيليا ساو باولو ريو دي جانيرو سالفادور ماناوسكرة القدم في الألعاب الأولمبية الصيفية 2016 (البرازيل) | بيلو هوريزونتي برازيليا ساو باولو ريو دي جانيرو سالفادور ماناوسكرة القدم في الألعاب الأولمبية الصيفية 2016 (البرازيل) | بيلو هوريزونتي برازيليا ساو باولو ريو دي جانيرو سالفادور ماناوسكرة القدم في الألعاب الأولمبية الصيفية 2016 (البرازيل) |
| ماناوس، ولاية الأمازون                                  | بيلو هوريزونتي برازيليا ساو باولو ريو دي جانيرو سالفادور ماناوسكرة القدم في الألعاب الأولمبية الصيفية 2016 (البرازيل) | بيلو هوريزونتي برازيليا ساو باولو ريو دي جانيرو سالفادور ماناوسكرة القدم في الألعاب الأولمبية الصيفية 2016 (البرازيل) | بيلو هوريزونتي برازيليا ساو باولو ريو دي جانيرو سالفادور ماناوسكرة القدم في الألعاب الأولمبية الصيفية 2016 (البرازيل) |
| أرينا دا أمازونيا                                       | بيلو هوريزونتي برازيليا ساو باولو ريو دي جانيرو سالفادور ماناوسكرة القدم في الألعاب الأولمبية الصيفية 2016 (البرازيل) | بيلو هوريزونتي برازيليا ساو باولو ريو دي جانيرو سالفادور ماناوسكرة القدم في الألعاب الأولمبية الصيفية 2016 (البرازيل) | بيلو هوريزونتي برازيليا ساو باولو ريو دي جانيرو سالفادور ماناوسكرة القدم في الألعاب الأولمبية الصيفية 2016 (البرازيل) |
| 3°4′59″S 60°1′41″W / 3.08306°S 60.02806°W               | بيلو هوريزونتي برازيليا ساو باولو ريو دي جانيرو سالفادور ماناوسكرة القدم في الألعاب الأولمبية الصيفية 2016 (البرازيل) | بيلو هوريزونتي برازيليا ساو باولو ريو دي جانيرو سالفادور ماناوسكرة القدم في الألعاب الأولمبية الصيفية 2016 (البرازيل) | بيلو هوريزونتي برازيليا ساو باولو ريو دي جانيرو سالفادور ماناوسكرة القدم في الألعاب الأولمبية الصيفية 2016 (البرازيل) |
| السعة: 40,549 ملعب جديد خلال كأس العالم لكرة القدم 2014 | بيلو هوريزونتي برازيليا ساو باولو ريو دي جانيرو سالفادور ماناوسكرة القدم في الألعاب الأولمبية الصيفية 2016 (البرازيل) | بيلو هوريزونتي برازيليا ساو باولو ريو دي جانيرو سالفادور ماناوسكرة القدم في الألعاب الأولمبية الصيفية 2016 (البرازيل) | بيلو هوريزونتي برازيليا ساو باولو ريو دي جانيرو سالفادور ماناوسكرة القدم في الألعاب الأولمبية الصيفية 2016 (البرازيل) |
|                                                         | بيلو هوريزونتي برازيليا ساو باولو ريو دي جانيرو سالفادور ماناوسكرة القدم في الألعاب الأولمبية الصيفية 2016 (البرازيل) | بيلو هوريزونتي برازيليا ساو باولو ريو دي جانيرو سالفادور ماناوسكرة القدم في الألعاب الأولمبية الصيفية 2016 (البرازيل) | بيلو هوريزونتي برازيليا ساو باولو ريو دي جانيرو سالفادور ماناوسكرة القدم في الألعاب الأولمبية الصيفية 2016 (البرازيل) |

## مسابقة الرجال

### مرحلة المجموعات

#### المجموعة أ
| م | الفريق       | لعب | ف | ت | خ | أ.له | أ.ع | أ.ف | نقاط | التأهل                 |
| - | ------------ | --- | - | - | - | ---- | --- | --- | ---- | ---------------------- |
| 1 | البرازيل (H) | 3   | 1 | 2 | 0 | 4    | 0   | +4  | 5    | التأهل إلى ربع النهائي |
| 2 | الدنمارك     | 3   | 1 | 1 | 1 | 1    | 4   | −3  | 4    | التأهل إلى ربع النهائي |
| 3 | العراق       | 3   | 0 | 3 | 0 | 1    | 1   | 0   | 3    |                        |
| 4 | جنوب إفريقيا | 3   | 0 | 2 | 1 | 1    | 2   | −1  | 2    |                        |

| العراق | 0–0                          | الدنمارك |
| ------ | ---------------------------- | -------- |
|        | تقرير (Rio2016) تقرير (FIFA) |          |

| البرازيل | 0–0                          | جنوب إفريقيا |
| -------- | ---------------------------- | ------------ |
|          | تقرير (Rio2016) تقرير (FIFA) |              |

| الدنمارك | 1–0                          | جنوب إفريقيا |
| -------- | ---------------------------- | ------------ |
| سكوف 69' | تقرير (Rio2016) تقرير (FIFA) |              |

| البرازيل | 0–0                          | العراق |
| -------- | ---------------------------- | ------ |
|          | تقرير (Rio2016) تقرير (FIFA) |        |

| الدنمارك | 0–4                          | البرازيل                                        |
| -------- | ---------------------------- | ----------------------------------------------- |
|          | تقرير (Rio2016) تقرير (FIFA) | غابرييل 26'، 80' · غابرييل خيسوس 40' · لوان 50' |

| جنوب إفريقيا | 1–1                          | العراق             |
| ------------ | ---------------------------- | ------------------ |
| موتوبا 6'    | تقرير (Rio2016) تقرير (FIFA) | سعد عبد الأمير 14' |

#### المجموعة ب
| م | الفريق   | لعب | ف | ت | خ | أ.له | أ.ع | أ.ف | نقاط | التأهل                 |
| - | -------- | --- | - | - | - | ---- | --- | --- | ---- | ---------------------- |
| 1 | نيجيريا  | 3   | 2 | 0 | 1 | 6    | 6   | 0   | 6    | التأهل إلى ربع النهائي |
| 2 | كولومبيا | 3   | 1 | 2 | 0 | 6    | 4   | +2  | 5    | التأهل إلى ربع النهائي |
| 3 | اليابان  | 3   | 1 | 1 | 1 | 7    | 7   | 0   | 4    |                        |
| 4 | السويد   | 3   | 0 | 1 | 2 | 2    | 4   | −2  | 1    |                        |

| السويد                   | 2–2                          | كولومبيا                         |
| ------------------------ | ---------------------------- | -------------------------------- |
| إشاك 43' · أداريفيتش 62' | تقرير (Rio2016) تقرير (FIFA) | غوتييريز 17' · بابون 62' (ركلة.) |

| نيجيريا                                     | 5–4                          | اليابان                                                     |
| ------------------------------------------- | ---------------------------- | ----------------------------------------------------------- |
| صاديق 6' · إتيبو 10'، 42'، 52' (ركلة.)، 66' | تقرير (Rio2016) تقرير (FIFA) | كوروكي 9' (ركلة.) · مينامينو 12' · أزانو 70' · سوزوكي 5+90' |

| السويد | 0–1                          | نيجيريا   |
| ------ | ---------------------------- | --------- |
|        | تقرير (Rio2016) تقرير (FIFA) | صاديق 40' |

| اليابان                  | 2–2                          | كولومبيا                           |
| ------------------------ | ---------------------------- | ---------------------------------- |
| أسانو 67' · ناكاجيما 74' | تقرير (Rio2016) تقرير (FIFA) | غوتييريز 59' · فوجيهارو 65' (ه.ذ.) |

| اليابان    | 1–0                          | السويد |
| ---------- | ---------------------------- | ------ |
| ياجيما 65' | تقرير (Rio2016) تقرير (FIFA) |        |

| كولومبيا                        | 2–0                          | نيجيريا |
| ------------------------------- | ---------------------------- | ------- |
| غوتييريز 4' · بابون 63' (ركلة.) | تقرير (Rio2016) تقرير (FIFA) |         |

#### المجموعة ج
| م | الفريق         | لعب | ف | ت | خ | أ.له | أ.ع | أ.ف | نقاط | التأهل                 |
| - | -------------- | --- | - | - | - | ---- | --- | --- | ---- | ---------------------- |
| 1 | كوريا الجنوبية | 3   | 2 | 1 | 0 | 12   | 3   | +9  | 7    | التأهل إلى ربع النهائي |
| 2 | ألمانيا        | 3   | 1 | 2 | 0 | 15   | 5   | +10 | 5    | التأهل إلى ربع النهائي |
| 3 | المكسيك        | 3   | 1 | 1 | 1 | 7    | 4   | +3  | 4    |                        |
| 4 | فيجي           | 3   | 0 | 0 | 3 | 1    | 23  | −22 | 0    |                        |

| المكسيك                   | 2–2                          | ألمانيا                |
| ------------------------- | ---------------------------- | ---------------------- |
| بيرالتا 52' · بيتزارو 60' | تقرير (Rio2016) تقرير (FIFA) | جنابري 58' · جينتر 78' |

| فيجي | 0–8                          | كوريا الجنوبية                                                                                        |
| ---- | ---------------------------- | --- |
|      | تقرير (Rio2016) تقرير (FIFA) | سيونج وو ريو 32'، 63'، 3+90' · كون شانغ هون 62'، 63' · سون هنغ من 72' (ركلة.) · سوك هيون جوك 77'، 90' |

| فيجي       | 1–5                          | المكسيك                                   |
| ---------- | ---------------------------- | ----------------------------------------- |
| كريشنا 10' | تقرير (Rio2016) تقرير (FIFA) | غوتييريز 48'، 55'، 58'، 73' · سالكيدو 67' |

| ألمانيا                        | 3–3                          | كوريا الجنوبية                                       |
| ------------------------------ | ---------------------------- | ---------------------------------------------------- |
| جنابري 33' (2+90) · جنابري 33' | تقرير (Rio2016) تقرير (FIFA) | هوانغ هي شان 25' · سون هنغ من 57' · سوك هيون جوك 87' |

| ألمانيا                                                                      | 10–0                         | فيجي |
| ---------------------------------------------------------------------------- | ---------------------------- | ---- |
| جنابري 8'، 45' · بيترسن 14'، 33'، 40'، 63' (ركلة.)، 70' · ماير 30'، 49'، 52' | تقرير (Rio2016) تقرير (FIFA) |      |

| كوريا الجنوبية   | 1–0                          | المكسيك |
| ---------------- | ---------------------------- | ------- |
| كون شانغ هون 73' | تقرير (Rio2016) تقرير (FIFA) |         |

#### المجموعة د
| م | الفريق                                          | لعب | ف | ت | خ | أ.له | أ.ع | أ.ف | نقاط | التأهل                 |
| - | ----------------------------------------------- | --- | - | - | - | ---- | --- | --- | ---- | ---------------------- |
| 1 | البرتغال                                        | 3   | 2 | 1 | 0 | 5    | 2   | +3  | 7    | التأهل إلى ربع النهائي |
| 2 | [[ملف:\|23x15px\|border \|alt=\|link=]] هندوراس | 3   | 1 | 1 | 1 | 5    | 5   | 0   | 4    | التأهل إلى ربع النهائي |
| 3 | الأرجنتين                                       | 3   | 1 | 1 | 1 | 3    | 4   | −1  | 4    |                        |
| 4 | الجزائر                                         | 3   | 0 | 1 | 2 | 4    | 6   | −2  | 1    |                        |

| هندوراس [[ملف:\|23x15px\|border \|alt=\|link=]] | 3–2                          | الجزائر                  |
| ----------------------------------------------- | ---------------------------- | ------------------------ |
| كيوتو 13' · بيريرا 33' · لوزانو 79'             | تقرير (Rio2016) تقرير (FIFA) | بن دبكة 68' · بونجاح 86' |

| البرتغال                | 2–0                          | الأرجنتين |
| ----------------------- | ---------------------------- | --------- |
| باسينسيا 66' · بيتي 84' | تقرير (Rio2016) تقرير (FIFA) |           |

| هندوراس [[ملف:\|23x15px\|border \|alt=\|link=]] | 1–2                          | البرتغال                    |
| ----------------------------------------------- | ---------------------------- | --------------------------- |
| إليس 1'                                         | تقرير (Rio2016) تقرير (FIFA) | فيغيريدو 21' · باسينسيا 36' |

| الأرجنتين              | 2–1                          | الجزائر     |
| ---------------------- | ---------------------------- | ----------- |
| كوريا 47' · كاليري 70' | تقرير (Rio2016) تقرير (FIFA) | بن دبكة 64' |

| الأرجنتين      | 1–1                          | [[ملف:\|23x15px\|border \|alt=\|link=]] هندوراس |
| -------------- | ---------------------------- | ----------------------------------------------- |
| مارتينيز 3+90' | تقرير (Rio2016) تقرير (FIFA) | لوزانو 75' (ركلة.)                              |

| الجزائر     | 1–1                          | البرتغال             |
| ----------- | ---------------------------- | -------------------- |
| بنقبلية 30' | تقرير (Rio2016) تقرير (FIFA) | باسينسيا 25' (ركلة.) |

### مرحلة خروج المغلوب
|  | ربع النهائي                                     | ربع النهائي                                     |                                                 |       | نصف النهائي                | نصف النهائي                |  |  | مباراة الميدالية الذهبية | مباراة الميدالية الذهبية |
|  |                                                 |                                                 |                                                 |       |                            |                            |  |  |                          |                          |
|  | 13 أغسطس — ساو باولو                            |                                                 |                                                 |       |                            |                            |  |  |                          |                          |
|  |                                                 |                                                 |                                                 |       |                            |                            |  |  |                          |                          |
|  | البرازيل                                        | 2                                               |                                                 |       |                            |                            |  |  |                          |                          |
|  | البرازيل                                        | 2                                               | 17 أغسطس — ريو دي جانيرو                        |       |                            |                            |  |  |                          |                          |
|  | كولومبيا                                        | 0                                               |                                                 |       |                            |                            |  |  |                          |                          |
|  | كولومبيا                                        | 0                                               | البرازيل                                        | 6     |                            |                            |  |  |                          |                          |
|  | 13 أغسطس — بيلو هوريزونتي                       |                                                 | البرازيل                                        | 6     |                            |                            |  |  |                          |                          |
|  |                                                 | [[ملف:\|23x15px\|border \|alt=\|link=]] هندوراس | 0                                               |       |                            |                            |  |  |                          |                          |
|  | كوريا الجنوبية                                  | [[ملف:\|23x15px\|border \|alt=\|link=]] هندوراس | 0                                               | 0     |                            |                            |  |  |                          |                          |
|  | كوريا الجنوبية                                  |                                                 | 20 أغسطس — ريو دي جانيرو                        | 0     |                            |                            |  |  |                          |                          |
|  | [[ملف:\|23x15px\|border \|alt=\|link=]] هندوراس | 1                                               |                                                 |       |                            |                            |  |  |                          |                          |
|  | [[ملف:\|23x15px\|border \|alt=\|link=]] هندوراس | 1                                               | البرازيل (ر)                                    | 1 (5) |                            |                            |  |  |                          |                          |
|  | 13 أغسطس — سالفادور                             |                                                 | البرازيل (ر)                                    | 1 (5) |                            |                            |  |  |                          |                          |
|  |                                                 | ألمانيا                                         | 1 (4)                                           |       |                            |                            |  |  |                          |                          |
|  | نيجيريا                                         | ألمانيا                                         | 1 (4)                                           | 2     |                            |                            |  |  |                          |                          |
|  | نيجيريا                                         | 17 أغسطس — ساو باولو                            |                                                 | 2     |                            |                            |  |  |                          |                          |
|  | الدنمارك                                        | 0                                               |                                                 |       |                            |                            |  |  |                          |                          |
|  | الدنمارك                                        | 0                                               | نيجيريا                                         | 0     |                            |                            |  |  |                          |                          |
|  | 13 أغسطس — برازيليا                             |                                                 | نيجيريا                                         | 0     |                            |                            |  |  |                          |                          |
|  |                                                 | ألمانيا                                         | 2                                               |       | مباراة الميدالية البرونزية | مباراة الميدالية البرونزية |  |  |                          |                          |
|  | البرتغال                                        | ألمانيا                                         | 2                                               | 0     | مباراة الميدالية البرونزية | مباراة الميدالية البرونزية |  |  |                          |                          |
|  | البرتغال                                        |                                                 | 20 أغسطس — بيلو هوريزونتي                       | 0     |                            |                            |  |  |                          |                          |
|  | ألمانيا                                         | 4                                               |                                                 |       |                            |                            |  |  |                          |                          |
|  | ألمانيا                                         | 4                                               | [[ملف:\|23x15px\|border \|alt=\|link=]] هندوراس | 2     |                            |                            |  |  |                          |                          |
|  |                                                 |                                                 |                                                 |       |                            |                            |  |  |                          |                          |
|  | نيجيريا                                         | 3                                               |                                                 |       |                            |                            |  |  |                          |                          |
|  | نيجيريا                                         | 3                                               |                                                 |       |                            |                            |  |  |                          |                          |

#### ربع النهائي
| البرتغال | 0–4                          | ألمانيا                                         |
| -------- | ---------------------------- | ----------------------------------------------- |
|          | تقرير (Rio2016) تقرير (FIFA) | جنابري 1+45' · جينتر 57' · سيلكي 75' · ماكس 87' |

| نيجيريا                       | 2–0                          | الدنمارك |
| ----------------------------- | ---------------------------- | -------- |
| جون أوبي ميكل 15' · يومار 59' | تقرير (Rio2016) تقرير (FIFA) |          |

| كوريا الجنوبية | 0–1                          | [[ملف:\|23x15px\|border \|alt=\|link=]] هندوراس |
| -------------- | ---------------------------- | ----------------------------------------------- |
|                | تقرير (Rio2016) تقرير (FIFA) | إليس 59'                                        |

| البرازيل             | 2–0                          | كولومبيا |
| -------------------- | ---------------------------- | -------- |
| نيمار 12' · لوان 83' | تقرير (Rio2016) تقرير (FIFA) |          |

#### نصف النهائي
| البرازيل                                                                    | 6–0                          | [[ملف:\|23x15px\|border \|alt=\|link=]] هندوراس |
| --------------------------------------------------------------------------- | ---------------------------- | ----------------------------------------------- |
| نيمار 1'، 1+90' (ركلة.) · غابرييل خيسوس 26'، 35' · ماركينيوس 51' · لوان 79' | تقرير (Rio2016) تقرير (FIFA) |                                                 |

| نيجيريا | 0–2                          | ألمانيا                         |
| ------- | ---------------------------- | ------------------------------- |
|         | تقرير (Rio2016) تقرير (FIFA) | كلوستيرمان 9' · نيلس بيترسن 89' |

#### مباراة الميدالية البرونزية
| هندوراس [[ملف:\|23x15px\|border \|alt=\|link=]] | 2–3                          | نيجيريا                    |
| ----------------------------------------------- | ---------------------------- | -------------------------- |
| لوزانو 71' · بيريرا 86'                         | تقرير (Rio2016) تقرير (FIFA) | ساديق 34'، 56' · يومار 49' |

#### مباراة الميدالية الذهبية
| البرازيل  | 1–1 (ب.و.إ.)                 | ألمانيا  |
| --------- | ---------------------------- | -------- |
| نيمار 26' | تقرير (Rio2016) تقرير (FIFA) | ماير 59' |

## مسابقة السيدات

### مرحلة المجموعات

#### المجموعة ر
| م | الفريق       | لعب | ف | ت | خ | أ.له | أ.ع | أ.ف | نقاط | التأهل                 |
| - | ------------ | --- | - | - | - | ---- | --- | --- | ---- | ---------------------- |
| 1 | البرازيل (H) | 3   | 2 | 1 | 0 | 8    | 1   | +7  | 7    | التأهل إلى ربع النهائي |
| 2 | الصين        | 3   | 1 | 1 | 1 | 2    | 3   | −1  | 4    | التأهل إلى ربع النهائي |
| 3 | السويد       | 3   | 1 | 1 | 1 | 2    | 5   | −3  | 4    | التأهل إلى ربع النهائي |
| 4 | جنوب إفريقيا | 3   | 0 | 1 | 2 | 0    | 3   | −3  | 1    |                        |

| السويد    | 1–0                          | جنوب إفريقيا |
| --------- | ---------------------------- | ------------ |
| فيتشر 76' | تقرير (ريو2016) تقرير (فيفا) |              |

| البرازيل                                | 3–0                          | الصين |
| --------------------------------------- | ---------------------------- | ----- |
| مونيكا 36' · أندريسا 59' · كريستيان 90' | تقرير (ريو2016) تقرير (فيفا) |       |

| جنوب إفريقيا | 0–2                          | الصين                         |
| ------------ | ---------------------------- | ----------------------------- |
|              | تقرير (ريو2016) تقرير (فيفا) | غو ياشا 1+45' · تان رويين 87' |

| البرازيل                                                | 5–1                          | السويد |
| ------------------------------------------------------- | ---------------------------- | ------ |
| زانيراتو 21'، 86' · روزيرا 24' · مارتا 44' (ركلة.)، 80' | تقرير (Rio2016) تقرير (FIFA) |        |

| جنوب إفريقيا | 0–0                          | البرازيل |
| ------------ | ---------------------------- | -------- |
|              | تقرير (Rio2016) تقرير (FIFA) |          |

| الصين | 0–0                          | السويد |
| ----- | ---------------------------- | ------ |
|       | تقرير (Rio2016) تقرير (FIFA) |        |

#### المجموعة س
| م | الفريق   | لعب | ف | ت | خ | أ.له | أ.ع | أ.ف | نقاط | التأهل                 |
| - | -------- | --- | - | - | - | ---- | --- | --- | ---- | ---------------------- |
| 1 | كندا     | 3   | 3 | 0 | 0 | 7    | 1   | +6  | 9    | التأهل إلى ربع النهائي |
| 2 | ألمانيا  | 3   | 1 | 1 | 1 | 9    | 5   | +4  | 4    | التأهل إلى ربع النهائي |
| 3 | أستراليا | 3   | 1 | 1 | 1 | 8    | 5   | +3  | 4    | التأهل إلى ربع النهائي |
| 4 | زيمبابوي | 3   | 0 | 0 | 3 | 3    | 15  | −12 | 0    |                        |

| كندا                  | 2–0                          | أستراليا |
| --------------------- | ---------------------------- | -------- |
| بيكي 1' · سينكلير 80' | تقرير (Rio2016) تقرير (FIFA) |          |

| ألمانيا                                                                     | 6–1                          | زيمبابوي   |
| --------------------------------------------------------------------------- | ---------------------------- | ---------- |
| ديبريتز 22' · بوب 36' · بيرنغير 53'، 78' · ليوبولز 83' · شيباندا 90' (ذاتي) | تقرير (Rio2016) تقرير (FIFA) | بازوبو 50' |

| كندا                               | 3–1                          | زيمبابوي    |
| ---------------------------------- | ---------------------------- | ----------- |
| بيكي 7'، 35' · سينكلير 19' (ركلة.) | تقرير (Rio2016) تقرير (FIFA) | شيراندو 86' |

| ألمانيا                       | 2–2                          | أستراليا           |
| ----------------------------- | ---------------------------- | ------------------ |
| ديبريتز 2+45' · بارتوشياك 88' | تقرير (Rio2016) تقرير (FIFA) | كير 6' · فوورد 45' |

| ألمانيا             | 1–2                          | كندا              |
| ------------------- | ---------------------------- | ----------------- |
| بيرنغير 13' (ركلة.) | تقرير (Rio2016) تقرير (FIFA) | تانكريدي 26'، 60' |

| أستراليا                                                              | 6–1                          | زيمبابوي    |
| --------------------------------------------------------------------- | ---------------------------- | ----------- |
| دي فانا 2' · بولكينغورن 15' · كينيدي 37' · سيمون 50' · هيمان 55'، 66' | تقرير (Rio2016) تقرير (FIFA) | مسيبا 1+90' |

#### المجموعة ه
| م | الفريق           | لعب | ف | ت | خ | أ.له | أ.ع | أ.ف | نقاط | التأهل                 |
| - | ---------------- | --- | - | - | - | ---- | --- | --- | ---- | ---------------------- |
| 1 | الولايات المتحدة | 3   | 2 | 1 | 0 | 5    | 2   | +3  | 7    | التأهل إلى ربع النهائي |
| 2 | فرنسا            | 3   | 2 | 0 | 1 | 7    | 1   | +6  | 6    | التأهل إلى ربع النهائي |
| 3 | نيوزيلندا        | 3   | 1 | 0 | 2 | 1    | 5   | −4  | 3    |                        |
| 4 | كولومبيا         | 3   | 0 | 1 | 2 | 2    | 7   | −5  | 1    |                        |

| الولايات المتحدة     | 2–0                          | نيوزيلندا |
| -------------------- | ---------------------------- | --------- |
| لويد 9' · مورغان 46' | تقرير (Rio2016) تقرير (FIFA) |           |

| فرنسا                                                 | 4–0                          | كولومبيا |
| ----------------------------------------------------- | ---------------------------- | -------- |
| أرياس 2' (ه.ذ.) · لو سومي 14' · أبيلي 42' · ماجري 82' | تقرير (Rio2016) تقرير (FIFA) |          |

| الولايات المتحدة | 1–0                          | فرنسا |
| ---------------- | ---------------------------- | ----- |
| لويد 64'         | تقرير (Rio2016) تقرير (FIFA) |       |

| كولومبيا | 0–1                          | نيوزيلندا |
| -------- | ---------------------------- | --------- |
|          | تقرير (Rio2016) تقرير (FIFA) | هيرن 64'  |

| كولومبيا       | 0–1                          | الولايات المتحدة  |
| -------------- | ---------------------------- | ----------------- |
| يوزمي 26'، 90' | تقرير (Rio2016) تقرير (FIFA) | دان 41' · بوغ 59' |

| نيوزيلندا | 0–3                          | فرنسا                                  |
| --------- | ---------------------------- | -------------------------------------- |
|           | تقرير (Rio2016) تقرير (FIFA) | لو سوميغ 38' · نسيب 63'، 2+90' (ركلة.) |

#### ترتيب فرق المركز الثالث
| م | مج | الفريق    | لعب | ف | ت | خ | أ.له | أ.ع | أ.ف | نقاط | التأهل                 |
| - | -- | --------- | --- | - | - | - | ---- | --- | --- | ---- | ---------------------- |
| 1 | ر  | أستراليا  | 3   | 1 | 1 | 1 | 8    | 5   | +3  | 4    | التأهل إلى ربع النهائي |
| 2 | س  | السويد    | 3   | 1 | 1 | 1 | 2    | 5   | −3  | 4    | التأهل إلى ربع النهائي |
| 3 | ه  | نيوزيلندا | 3   | 1 | 0 | 2 | 1    | 5   | −4  | 3    |                        |

### مرحلة خروج المغلوب

#### الفرق المتأهلة
| المجموعة | المركز الأول     | المركز الثاني | المركز الثالث (أفضل منتخبين يتأهلان) |
| -------- | ---------------- | ------------- | ------------------------------------ |
| ر        | البرازيل         | الصين         | السويد                               |
| س        | كندا             | ألمانيا       | أستراليا                             |
| ه        | الولايات المتحدة | فرنسا         | —                                    |

|  | ربع النهائي               | ربع النهائي               |                          |       | نصف النهائي                | نصف النهائي                |  |  | مباراة الميدالية الذهبية | مباراة الميدالية الذهبية |
|  |                           |                           |                          |       |                            |                            |  |  |                          |                          |
|  | 12 أغسطس — بيلو هوريزونتي |                           |                          |       |                            |                            |  |  |                          |                          |
|  |                           |                           |                          |       |                            |                            |  |  |                          |                          |
|  | البرازيل (ر)              | 0 (7)                     |                          |       |                            |                            |  |  |                          |                          |
|  | البرازيل (ر)              | 0 (7)                     | 16 أغسطس — ريو دي جانيرو |       |                            |                            |  |  |                          |                          |
|  | أستراليا                  | 0 (6)                     |                          |       |                            |                            |  |  |                          |                          |
|  | أستراليا                  | 0 (6)                     | البرازيل                 | 0 (3) |                            |                            |  |  |                          |                          |
|  | 12 أغسطس — برازيليا       |                           | البرازيل                 | 0 (3) |                            |                            |  |  |                          |                          |
|  |                           | السويد (ر)                | 0 (4)                    |       |                            |                            |  |  |                          |                          |
|  | السويد (ر)                | السويد (ر)                | 0 (4)                    | 1 (4) |                            |                            |  |  |                          |                          |
|  | السويد (ر)                |                           | 19 أغسطس — ريو دي جانيرو | 1 (4) |                            |                            |  |  |                          |                          |
|  | الولايات المتحدة          | 1 (3)                     |                          |       |                            |                            |  |  |                          |                          |
|  | الولايات المتحدة          | 1 (3)                     | السويد                   | 1     |                            |                            |  |  |                          |                          |
|  | 12 أغسطس — ساو باولو      |                           | السويد                   | 1     |                            |                            |  |  |                          |                          |
|  |                           | ألمانيا                   | 2                        |       |                            |                            |  |  |                          |                          |
|  | كندا                      | ألمانيا                   | 2                        | 1     |                            |                            |  |  |                          |                          |
|  | كندا                      | 16 أغسطس — بيلو هوريزونتي |                          | 1     |                            |                            |  |  |                          |                          |
|  | فرنسا                     | 0                         |                          |       |                            |                            |  |  |                          |                          |
|  | فرنسا                     | 0                         | كندا                     | 0     |                            |                            |  |  |                          |                          |
|  | 12 أغسطس — سالفادور       |                           | كندا                     | 0     |                            |                            |  |  |                          |                          |
|  |                           | ألمانيا                   | 2                        |       | مباراة الميدالية البرونزية | مباراة الميدالية البرونزية |  |  |                          |                          |
|  | الصين                     | ألمانيا                   | 2                        | 0     | مباراة الميدالية البرونزية | مباراة الميدالية البرونزية |  |  |                          |                          |
|  | الصين                     |                           | 19 أغسطس — ساو باولو     | 0     |                            |                            |  |  |                          |                          |
|  | ألمانيا                   | 1                         |                          |       |                            |                            |  |  |                          |                          |
|  | ألمانيا                   | 1                         | البرازيل                 | 1     |                            |                            |  |  |                          |                          |
|  |                           |                           |                          |       |                            |                            |  |  |                          |                          |
|  | كندا                      | 2                         |                          |       |                            |                            |  |  |                          |                          |
|  | كندا                      | 2                         |                          |       |                            |                            |  |  |                          |                          |

#### ربع النهائي
| الولايات المتحدة | 1–1 (ب.و.إ.)                 | السويد          |
| ---------------- | ---------------------------- | --------------- |
| مورغان 77'       | تقرير (Rio2016) تقرير (FIFA) | بلاكستينيوس 61' |

| الصين | 0–1                          | ألمانيا     |
| ----- | ---------------------------- | ----------- |
|       | تقرير (Rio2016) تقرير (FIFA) | بيرنغير 76' |

| كندا      | 1–0                          | فرنسا |
| --------- | ---------------------------- | ----- |
| شميدت 56' | تقرير (Rio2016) تقرير (FIFA) |       |

| البرازيل | 0–0 (ب.و.إ.)                 | أستراليا |
| -------- | ---------------------------- | -------- |
|          | تقرير (Rio2016) تقرير (FIFA) |          |

#### نصف النهائي
| البرازيل | 0–0 (ب.و.إ.)                 | السويد |
| -------- | ---------------------------- | ------ |
|          | تقرير (Rio2016) تقرير (FIFA) |        |

| كندا | 0–2                          | ألمانيا                           |
| ---- | ---------------------------- | --------------------------------- |
|      | تقرير (Rio2016) تقرير (FIFA) | بيرنغير 21'، ركلة.' · ديبريتز 59' |

#### مباراة الميدالية البرونزية
| البرازيل   | 1–2                          | كندا                  |
| ---------- | ---------------------------- | --------------------- |
| بيتريز 79' | تقرير (Rio2016) تقرير (FIFA) | روز 25' · سينكلير 52' |

#### مباراة الميدالية الذهبية
| السويد          | 1–2                          | ألمانيا                           |
| --------------- | ---------------------------- | --------------------------------- |
| بلاكستينيوس 67' | تقرير (Rio2016) تقرير (FIFA) | ماروسان 48' · سيمبرانت 62' (ه.ذ.) |

## توزيع الميداليات

### جدول الميداليات
| الترتيب | منتخب    | ذهبية | فضية | برونزية | المجموع |
| ------- | -------- | ----- | ---- | ------- | ------- |
| 1       | ألمانيا  | 1     | 1    | 0       | 2       |
| 2       | البرازيل | 1     | 0    | 0       | 1       |
| 3       | السويد   | 0     | 1    | 0       | 1       |
| 4       | كندا     | 0     | 0    | 1       | 1       |
| 4       | نيجيريا  | 0     | 0    | 1       | 1       |
| المجموع | المجموع  | 2     | 2    | 2       | 6       |

### الميداليات
| المسابقة | الذهبية  | الفضية  | البرونزية |
| -------- | -------- | ------- | --------- |
| الرجال   | البرازيل | ألمانيا | نيجيريا   |
| السيدات  | ألمانيا  | السويد  | كندا      |